# Pedaria aspersa
Pedaria aspersa là một loài bọ cánh cứng trong họ Bọ hung (Scarabaeidae).